# Patrick Procktor
Patrick Procktor (Dublín, 12 de març de 1936 – 29 d'agost de 2003) va ser un artista anglès de finals del segle xx.

## Biografia
Patrick Procktor va ser el fill petit d'un comptable d'una empresa de petroli. Es va traslladar a Londres quan el seu pare va morir el 1940. Des dels 10 anys, va assistir a la Highgate School - on va tenir com a professors el paisatgista Kyffin Williams - amb la intenció d'estudiar els clàssics a la universitat. No obstant això, el salari de la seva mare va ser insuficient per finançar la seva educació superior i després d'un període treballant amb proveïdors de materials de construcció al nord de Londres, un Procktor de 18 anys va ser reclutat per la Royal Navy, on durant el servei militar va aprendre a parlar rus.
Posteriorment, mentre treballava com a intèrpret rus amb el British Council, Procktor va començar a pintar i dibuixar en el seu temps lliure, i va ser acceptat per l'Escola Slade de Belles Arts el 1958. Allí va ser influenciat per artistes com William Coldstream i Keith Vaughan, i va desenvolupar un estil de pintura fosca i figurativa.
El 1962 es va convertir en artista professional i va tenir la seva primera exposició a la Galeria Redfern del Cork Street de Londres el 1963, que va ser un gran èxit comercial que va ajudar a confirmar la seva reputació entre un cercle artístic més ampli que incloïa el teatre i la música. Va rebre nombrosos encàrrecs per a cobertes de discs pop. Un any més tard, Procktor es va exhibir a l'exposició New Generation de Bryan Robertson a la Galeria Whitechapel, una exposició que també va promocionar companys artistes com David Hockney, Bridget Riley i John Hoyland..
L'obra de Procktor, principalment en olis, acrílics i aquarel·la, va recórrer a les influències de l'art popular, però també van ser influenciada pels seus viatges a Itàlia, Grècia, Índia, Xina i Japó, entre altres llocs. També era expert en impressió i va produir una seqüència per il·lustrar una nova edició de The Rime of the Ancient Mariner de Samuel Taylor Coleridge (1976). El 1984 va rebre l'encàrrec de pintar un retaule per a la capella de Sant Joan Baptista de la catedral de Chichester.
La pintura de Procktor The Guardian Readers és la coberta de l'àlbum d'Elton John de 1976, Blue Moves. Procktor va ser escollit membre de la Royal Academy of Arts el 1996 i va morir set anys més tard, amb 67 anys.

## Vida personal
Procktor va viure al Manchester Street de Marylebone, al centre de Londres, en un pis ocupat anteriorment per William Coldstream. Allí, va socialitzar amb Derek Jarman, Francis Bacon i Cecil Beaton. Beaton tenia diverses fotografies de Procktor, que estan a la National Portrait Gallery de Londres; la mateixa ploma de Procktor de l'any 1967 i la tinta de dibuix de Joe Orton també es conserven en la col·lecció de la Galeria.
Malgrat les seves inclinacions homosexuals, el 1973 es va casar amb la restauradora Kirsten Benson. Ella va vendre el seu restaurant Odin's a Peter Langan, i Procktor, Hockney, Bacon i Lucian Freud van donar pintures per penjar a les parets de l'Odin's i de la Langan's Brasserie a canvi de l'hospitalitat.